# Marele Ordin Feminin Român
Marele Ordin Feminin Român (MOFR) este o lojă masonică feminină din România.
Marele Ordin Feminin Român, astfel cum a fost constituită, este o lojă de adopțiune, primele ei 21 de lumini fiind aprinse de maeștrii ai unei loji masonice masculine regulare.
Din punct de vedere al ritualului adoptat, MOFR este conservatoare, în sensul aplicării cu strictețe a Ritului Scotian Antic și Acceptat și apartenența la ritualul tradițional masonic ce pune în centru credința în Marele Arhitect al Universului, iubirea față de semeni, egalitatea, fraternitatea și libertatea, toleranța, inclusiv față de noile orientări ale masoneriei contemporane.

## Istoric
La 07.06.2006 este înființat Marele Orient Feminin Român, prin constituirea Marii Loji Naționale Dunărea.
La data de 08.12.2007, Conventul Marii Loji Naționale Dunărea decide schimbarea denumirii in Marele Orient Feminin Român (MOFR).
Conventul Marelui Orient Feminin Român (MOFR), a hotărât la 16.10.2010 schimbarea denumirii obedienței în Marele Ordin Feminin Român (MOFR).

## Scopuri
Marele Ordin Feminin Român își propune să adune în rândurile sale elitele morale și profesionale feminine ale spațiului românesc, din interiorul și din exteriorul granițelor țării. 
- dezvoltarea unor programe proprii și în regim de parteneriat cu organisme similare din țară și străinătate
- încurajarea proiectelor vocaționale care stimulează creativitatea și formează modele sociale bazate pe

competență și performanță
- menținerii egalității de șanse și tratament între semeni, indiferent de sex, rasă, religie, convingeri politice etc
- combaterea excluderii sociale
- eliminarea surselor de risc pentru grupuri de persoane
- promovarea imaginii României, a respectului față de națiunea și valorile românești
- acordarea de sprijin pentru reprezentanți ai societății civile și ai comunității locale în afirmarea

punctului lor de vedere ca o contribuție la încurajarea pluralismului și moralității
- promovarea valorilor culturale și științifice ale umanității.